# タイシタレーベル
タイシタレーベル（英: TAISHITA Label）は、ビクターエンタテインメント（二代目法人、旧：JVCケンウッド・ビクターエンタテインメント、以下ビクター）の社内カンパニーであるSPEEDSTAR RECORDS内の音楽レーベル。サザンオールスターズとそのメンバーのみが所属するプライベートレーベルである。レーベル長は小野朗。現在の音源制作はサザンの所属事務所であるアミューズと設立した合弁会社のタイシタレーベルミュージック株式会社（英: TAISHITA Label Music Co.,Ltd.）が担当している。

## 概要
1983年に設立。当初はビクター（当時の社名は「ビクター音楽産業」）の社内レーベルであり、かつてデビュー以来から本レーベル設立までサザンオールスターズが所属していた、「Invitation」の傘下にあったが、現在は「スピードスター」（メインレーベルである「ビクター」に次ぐ規模）の傘下となっている。
発足当時、エイベックスのrhythm zoneやビーイング（現・B ZONE GROUP）のB-Gram RECORDSのように分社化はされていないため、発売元は全てビクターとして扱われ日本レコード協会やオリコンチャートでは、ビクターエンタテインメントとして表記されている。
ビクター音楽産業時代は、ドラマやアニメなどで主題歌の発売元をクレジット表記する際、「VICTOR TAISHITA」と表記されていた。
名称の由来は「大したもんだ」の「大した」から取ったもので、メンバーの原由子が命名した。桑田佳祐も「アホナホージョーハン・レーベル」といった案を出したが、それは登録できないと言われた。
CD・映像ソフトのパッケージなどには鯛をキャラクター化したロゴマーク（TAISHITAマーク、鯛くん）がある。基本的に全ての作品で共通のロゴを使用するが、ソロ作品を中心に作品によっては若干アレンジが加えられているものもある。

## 来歴
- 1983年
  - 6月、ビクター音楽産業（現：ビクターエンタテインメント〈二代目法人〉）内のレーベル、Invitationのレーベルとして設立された。
  - 7月5日、シングル「EMANON」とアルバム『綺麗』が本レーベルから発売される。
- 1992年
  - 新たに立ち上がったビクターの新規レーベル「スピードスター・レコーズ」の代表がサザンオールスターズのデビュー当時からのプロデューサーである高垣健である関係から、同レーベルの傘下となる。この関係から桑田佳祐ソロなどではホームページアドレスにサザンオールスターズの公式サイトではなくSPEEDSTARの公式サイトが記載されている。
- 2007年
  - アミューズ・ビクター合弁により「タイシタレーベルミュージック株式会社」を設立。サザン関連の楽曲の制作・版権管理を行う。社長の中西正樹は長年アミューズでサザンのマネージャーを務めており、桑田のラジオ番組『桑田佳祐のやさしい夜遊び』（TOKYO FM）にも出演していた。
- 2018年
  - 10月27日、桑田の地元である神奈川県茅ヶ崎市にあるサザンビーチちがさきで『茅ヶ崎サザン芸術花火2018』が開催された。花火に合わせてサザンの楽曲が流れるというイベントで、楽曲提供として“タイシタレーベル”が正式に参加している。なお、メンバーの5人は出演していない[8]。
- 2023年
  - 10月1日、当社とアミューズが運営、ビクターが出資・協力に携わる形でコミュニティFM局「茅ヶ崎エフエム」（神奈川県茅ヶ崎市）が開局。同局の代表取締役社長を中西正樹（当社兼アミューズ代表取締役社長）が務める[9][10][11][12]。

## タイシタレーベルでリリースしたアーティスト
- サザンオールスターズ
  - 桑田佳祐
    - KUWATA BAND
    - SUPER CHIMPANZEE
    - 桑田佳祐&Mr.Children（トイズファクトリーとの連名クレジット）
    - 桑田佳祐&The Pin Boys
    - 桑田佳祐&松任谷由実

  - 原由子
    - 香取慎吾 & 原由子
    - ハラフウミ（原由子×風味堂）

  - 松田弘
  - 関口和之&砂山オールスターズ
  - 稲村オーケストラ
  - TABO'S PROJECT（大森隆志）